# Doomcore
Doomcore es el estilo más oscuro dentro de la escena Hardcore electrónica. Muy influenciado por el Metasm belga, su velocidad oscila entre los 120-150 Bpm´s y se caracteriza por una línea repetitiva y aterradora de sonidos. Suelen ser melodía en escala de Do con abuso, casi excesivo de sostenidos, a imagen y semejanza de las sinfonías propias del cine de terror.
En cuanto al ritmo, si bien suele ser monótono y simple, pero contundente, al más puro estilo de las marchas militares, existen temas con una cantidad de breaks, de kick sobre todo, considerable (como el tema "Night of the Living Dead" del "Dr Macabre").
En resumen, este estilo trata de conseguir la mayor contundencia y oscuridad con el mínimo número de Bpm´s.
Temas tipo: 
- "Dr Macabre - Poltergeist"
- "Celsius - Dark 3"
- "Manu le Malin - Ghost Train"
- "E-Man - E-Shifter"
- "Joshua - Imas qui Serat"
- "Frozen & Dr Macabre - Dimension of the Doomed"
- "Dr Strange - Prey"
- "Hardbass - Mkeys"
- "01 TT001 - Rorganic X Mkeys"

Enlaces:
- https://web.archive.org/web/20131213191943/http://www.topravemusic.com/style/doomcore

- Datos: Q1242484